# Мелашенко, Николай Евгеньевич
Николай Евгеньевич Мелашенко (19 декабря 1917  [1 января 1918], Славгород, УНР — 19 апреля 1999, Житомир) — лейтенант Рабоче-крестьянской Красной Армии, участник Польского похода РККА и Великой Отечественной войны, Герой Советского Союза (1944). После войны директор Житомирской макаронной фабрики, Житомирского мелькомбината.

## Биография
Николай Евгеньевич Мелашенко родился 19 декабря 1917 (1 января 1918) года в семье рабочего в посёлке Славгород Василевской волости (укр. Василівська волость (Павлоградський повіт)) Павлоградского уезда Екатеринославской губернии Украинской Народной Республики, ныне посёлок городского типа — административный центр Славгородского поселкового совета Синельниковского района Днепропетровской области Украины. Украинец.
После окончания Днепропетровского мукомольно-элеваторного техникума работал на элеваторе станции Славгород. В 1939 году был призван на службу в Рабоче-крестьянскую Красную Армию. Участвовал в Польском походе. С начала Великой Отечественной войны — на её фронтах. В боях два раза был ранен и тяжело контужен.
К ноябрю 1943 года беспартийный сержант Николай Мелашенко командовал пулемётным расчётом 3-го стрелкового батальона 1118-го стрелкового полка 333-й стрелковой дивизии 6-й армии 3-го Украинского фронта. Отличился во время битвы за Днепр. В ночь с 25 на 26 ноября 1943 года расчёт Мелашенко переправился через Днепр в районе села Каневское Запорожского района Запорожской области Украинской ССР и принял активное участие в боях за захват и удержание плацдарма на его западном берегу, отразив пять немецких контратак. В том бою Мелашенко получил ранение, но продолжал сражаться.
Указом Президиума Верховного Совета СССР от 22 февраля 1944 года за «мужество, отвагу и героизм, проявленные в борьбе с немецкими захватчиками» сержант Николай Алексеевич Милашенко (так в документе) был удостоен высокого звания Героя Советского Союза с вручением ордена Ленина и медали «Золотая Звезда» за номером 4081.
В 1945 году вступил в ВКП(б), в 1952 году партия переименована в КПСС.
В декабре 1945 года Мелашенко окончил Сталинградское военное танковое училище, после чего сразу же в звании лейтенанта был уволен в запас.
Вернулся на родину, руководил Васильковской, затем Сурско-Литовской мельницами Днепропетровского облмельтреста. Окончил Высшую школу пищевой промышленности, с 1955 года работал управляющим Черниговского областного мельничного треста, затем директором Житомирской макаронной фабрики, Житомирского мелькомбината.
Избирался депутатом Богунского районного Совета народных депутатов города Житомира.
Николай Евгеньевич Мелашенко умер 19 апреля 1999 года, похоронен на Корбутовском кладбище «Дружба» горда Житомира Житомирской области Украины.

## Награды
- Герой Советского Союза, 22 февраля 1944 года[2][3][4]
  - Медаль «Золотая Звезда» № 4081
  - Орден Ленина
- Орден Отечественной войны I степени, 6 апреля 1985 года[5]
- Медали[1], в т.ч.
  - Медаль «За отвагу», 17 октября 1943 года[6]

## Семья
Жена Валентина Григорьевна (27 ноября 1928 — 15 января 2004).